# La espalda del mundo
La espalda del mundo és una pel·lícula documental espanyola del 2000 dirigit per Javier Corcuera Andrino, premiat al Festival Internacional de Cinema de Sant Sebastià.

## Argument
El documental dona seguiment a tres situacions d'exclusió (social, racial, política) en la qual viuen moltes persones arreu del món, tant als països rics com als països empobrits. Està dividida en tres segments amb tres protagonistes reals:
- El primer segment, "El niño", mostra la història de Guinder Rodríguez, un nen d'11 anys que viu amb els seus pares i tres germans més a una barraca a la perifèria de Lima. Intenta compaginar treball i educació treballant com a picapedrer amb els seus amics Michael, Cuti, Martín i Raúl.
- El segon segment, "La palabra", mostra el cas de Leyla Zana, política kurda esposa de Mehdi Zana, que era embarassada del seu segon fill quan empresonaren el seu marit. i que hagué d'aprendre turc per poder visitar-lo a la presó. Va estudiar i arribaria a ser la primera dona kurda escollida diputada a la Gran Assemblea Nacional de Turquia. Durant el seu jurament portava una diadema amb els colors de la bandera del Kurdistan i en acabar el jurament va afegir una frase sobre la germanor dels pobles en kurd. Per aquest motiu fou condemnada a 15 anys de presó.[4]
- El tercer segment, "La vida", mostra la història de Thomas Miller-El, que des del 1986 és al "corredor de la mort" a Texas condemnat per robatori i doble assassinat. Des de llavors ha conegut a 120 persones que han estat executades i ha tingut deu dates d'execució que no s'han arribar a complir gràcies a les apel·lacions del seu advocat.[5]

## Premis
Va guanyar el Premi OCIC al Festival Internacional del Nou Cinema Llatinoamericà de l'Havana, el Premi FIPRESCI al Festival Internacional de Cinema de Sant Sebastià i el Premi Turia al millor director novell.